# Afrana angolensis
Afrana angolensis é uma espécie de anfíbio da família Ranidae.
Pode ser encontrada nos seguintes países: Angola, Botswana, Burundi, República Democrática do Congo, Eritrea, Etiópia, Quénia, Lesoto, Malawi, Moçambique, Ruanda, África do Sul, Suazilândia, Tanzânia, Uganda, Zâmbia, Zimbabwe e possivelmente na Namíbia.
Os seus habitats naturais são: florestas subtropicais ou tropicais húmidas de baixa altitude, regiões subtropicais ou tropicais húmidas de alta altitude, savanas áridas, savanas húmidas, matagal húmido tropical ou subtropical, campos de gramíneas subtropicais ou tropicais secos de baixa altitude, campos de gramíneas de baixa altitude subtropicais ou tropicais sazonalmente húmidos ou inundados, campos de altitude subtropicais ou tropicais, rios, pântanos, lagos de água doce, marismas de água doce, terras aráveis, pastagens, jardins rurais, áreas urbanas, florestas secundárias altamente degradadas, lagoas, canais e valas.
Está ameaçada por perda de habitat.